# Antonio Caso
Antonio Caso Andrade (19 de diciembre de 1883-6 de marzo de 1946) fue un filósofo mexicano cristiano. Fue rector de la entonces llamada Universidad Nacional de México de diciembre de 1921 a agosto de 1923. Junto con José Vasconcelos, fundó el Ateneo de la Juventud, grupo humanista opuesto a la filosofía positivista imperante en la época. La generación del Ateneo había roto con la filosofía de Augusto Comte y de Herbert Spencer, acudiendo, entre otros, a Henri Bergson, Arthur Schopenhauer, y José Enrique Rodó. Contra el racionalismo imperante, los ateneístas creían en un ser humano moral, voluntarioso y espiritual.
Caso era cristiano no denominacional, por lo cual, su filosofía se vio influida por la creencia en la autoridad moral y definitiva de Jesucristo y los Evangelios.

## Vida
Nació en la Ciudad de México el 19 de diciembre de 1883 . Contrajo matrimonio con Josefina Muñoz Allende. De esta relación nacieron seis hijos: Antonio, José, María Concepción, María Elena Caso, Enrique y Agustín. 
Fue director de la Escuela Nacional Preparatoria en 1909, secretario de la Universidad Nacional en 1910, rector de la propia casa de estudios (1920-1923), director de la Facultad de Filosofía y Letras (1930-1932) y profesor emérito de la UNAM. Defendió la autonomía universitaria y la libertad de cátedra. Durante treinta y cinco años fue sucesivamente profesor de Ética, Estética, Epistemología, Historia de la filosofía y Filosofía de la historia en la Facultad de Filosofía y Letras, de Sociología en la Facultad de Derecho y de Lógica y Metodología en otras instituciones.

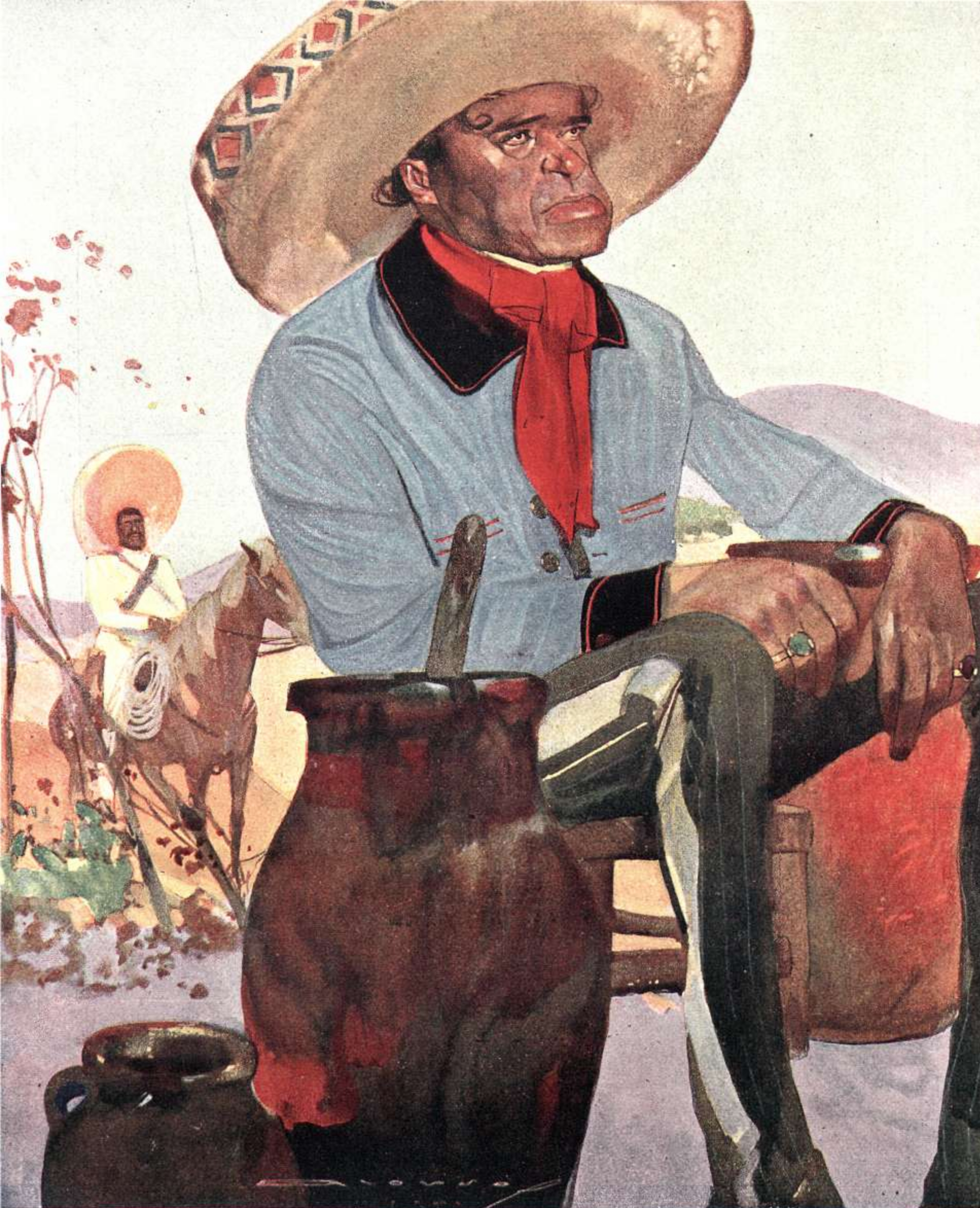
Caricaturizado por Alonso en Caras y Caretas (1921)

El 4 de enero de 1921 ingresó como miembro numerario de la Academia Mexicana de la Lengua ocupando la silla III. En 1933 la Universidad Nacional Autónoma de México le otorga la distinción Doctor honoris causa. En 1943 fue miembro fundador de El Colegio Nacional. Las universidades de La Habana, Lima, Guatemala, Buenos Aires y Río de Janeiro le otorgaron el título de doctor Honoris causa.  Se le otorgaron las Palmas Académicas con el grado de Caballero de la Legión de Honor en Francia, Gran Cruz de la Orden del Sol en Perú, Cruz de la Orden al Mérito de primera clase en Chile y la medalla Goethe Für Kunst und Wissenschaft en Alemania entre otras muchas. 
Murió en la Ciudad de México el 6 de marzo de 1946, sus restos fueron trasladados a la Rotonda de las Personas Ilustres el 19 de diciembre de 1963. Fue hermano mayor de Alfonso Caso, reconocido arqueólogo y como él, también rector de la UNAM.
El plantel número 6 de la Escuela Nacional Preparatoria de la Universidad Nacional Autónoma de México, ubicado en la delegación Coyoacán del Distrito Federal, en su honor y memoria lleva su nombre desde el primero de febrero de 1968.

Sangre de indio y sangre española es la mía. Pero soy un mexicano de pasiones serenas. Mi amor por la patria no me inspiró la profesión de político ni de soldado. Mi ideal fue el estudio, los libros, el arte, la filosofía..
Antonio Caso.

## Obra filosófica
En 1906 participó en la fundación de la revista Savia Moderna con los hermanos Pedro y Max Henríquez Ureña, Jesús T. Acevedo, Ricardo Gómez Robelo, Roberto Argüelles Bringas, Rafael López, Carlos González Peña y Manuel Bringas. En el verano de 1909, Caso presentó sus críticas al positivismo en un ciclo de conferencias recogidas más tarde en la tercera edición de Conferencias del Ateneo de la Juventud. Sin embargo, su obra más importante es La existencia como economía, como desinterés y como caridad. Ensayo sobre la esencia del cristianismo, inspirado en la tradición filosófica cristiana, en particular en Pascal y Tolstoi. 
En dicha obra, Caso distingue tres esferas de la existencia humana: la económica, la estética o del desinterés y la moral o de la caridad. 
Caso rechazaba la tesis de Gabino Barreda y de Justo Sierra según la cual el porvenir de México debía construirse fundamentalmente sobre las bases de una doctrina científica. En el ensayo “Catolicismo, Jacobinismo y Positivismo”, incluido en el libro Discursos a la nación mexicana, Caso profundiza su crítica a dos de las ideologías hegemónicas a finales del siglo XIX: el jacobinismo (o liberalismo extremo) y el positivismo. A los partidarios de la primera los acusa de ignorar la realidad, mientras que a los de la segunda los culpa de someterse al supuesto fatalismo de la realidad.
Antonio Caso es un pionero de la filosofía de lo mexicano que desarrollarían más tarde Samuel Ramos, Leopoldo Zea y Octavio Paz, entre otros. En su libro El problema de México y la ideología nacional, publicado en 1924, Caso argumenta que el problema más grave de México es su falta de unidad (racial, cultural y social). Al final de su vida, Caso recibe la influencia de las filosofías de Husserl, Scheler y Heidegger; en particular en sus obras La filosofía de Husserl, El acto ideatorio, La persona humana y el estado totalitario, El Pueblo del Sol (Este libro no lo escribió él sino su hermano Alfonso) y El peligro del hombre.

## Obras
- La filosofía de la intuición (1914)
- Problemas filosóficos (1915)
- Filósofos y Doctrinas Morales (1915)
- La existencia como economía, como desinterés y como caridad (1916)
- El concepto de la historia universal (1918)
- Discurso a la nación mexicana (1922)
- El concepto de la historia universal en la filosofía de los valores (1923)
- El problema de México y la ideología nacional (1924)
- Principios de estética (1925)
- Historia y antología del pensamiento filosófico (1926)
- Sociología genética y sistemática (1927)
- El acto ideatorio (1934)
- La filosofía de Husserl (1934)
- Nuevos discursos a la nación mexicana (1934)
- Positivismo, neopositivismo y fenomenología (1941)
- La persona humana y el Estado totalitario (1941)
- El peligro del hombre (1942)
- Filósofos y moralistas franceses (1943)
- México (apuntamientos de cultura patria) (1943)